# Дроэда
Дро́эда — (ирл. Droichead Átha (Дрохяд-Аха); англ. Drogheda, Дро́хеда) — портовый город в Ирландии. Находится в графстве Лаут в статусе боро на восточном побережье Ирландии в 56 километрах к северу от Дублина.
Река Бойн разделяла город на две равные части между графствами Лаут и Мит, пока городской совет в 1898 году не решил передать полностью город графству Лаут. В 1976 году районы разросшегося города в графстве Мит снова были переданы под юрисдикцию графства Лаут.
На гербе города присутствует звезда и полумесяц в память о спасении города от голода тремя османскими кораблями с зерном, посланными турецким султаном Абдул-Меджидом I в помощь горожанам во время голода в Ирландии в 1845—1849 годах.
В 1845 году в Ирландии начался Великий Голод, унёсший жизни более миллиона человек. Османский султан Абдул-Меджид объявил о своем намерении отправить ирландским фермерам 10 000 фунтов стерлингов, но королева Великобритании Виктория попросила его отправить лишь 1000 фунтов, так как сама она отправила 2000. Султан именно так и поступил, однако втайне отправил ещё три судна с продовольствием. Несмотря на препятствование английских кораблей, «флотилия свободы» достигла порта и привезла продовольствие.
В благодарность за это ирландцы с большой симпатией относятся и сейчас к туркам, особенно в Дроэде. По одной из версий именно в благодарность за эту помощь на гербе Дроэды появились полумесяц и звезда.

## История города

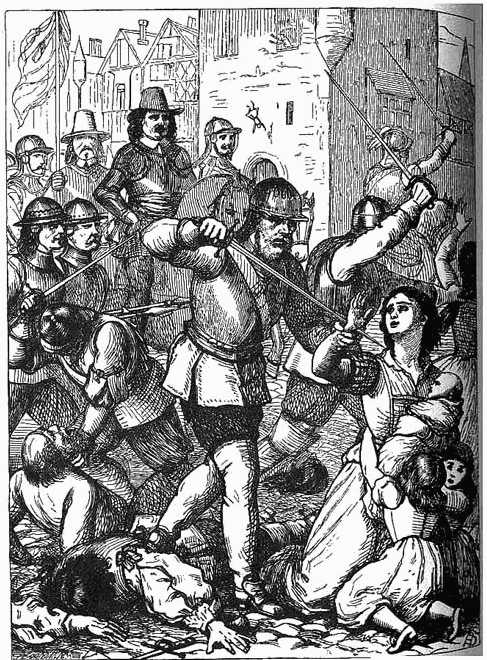
Резня в Дроэде

Город возник в XII веке при нормандском бароне Гуго из рода Ласси, и первой постройкой был замок Милмаунт-Форт на правом берегу реки Бойн. Дроэда входила в Пейл и являлась одной из главных крепостей Пейла. В сентябре 1649 года после ожесточённой осады почти весь гарнизон Дроэды и неизвестное количество мирных жителей были убиты англичанами, которыми командовал Оливер Кромвель.
В июле 1690 года в 6 километрах от Дроэды состоялась Битва на реке Бойн — крупнейшее сражение за всю историю Ирландии, результатом которой стала победа протестантов над католиками, и дату которой и по сей день отмечают оранжисты Северной Ирландии, навлекая яростные протесты католиков.

## Архитектура и достопримечательности
В 3 км к западу от Дроэды расположено Меллифонтское аббатство. К северу от города находится Монастербойс, руины средневекового поселения с тремя большими кельтскими крестами. Недалеко от Дроэды расположен уникальный памятник Ньюгрейндж — мегалитическое культовое сооружение, входящее в комплекс Бру-на-Бойн и построенное более 5 тысяч лет назад.

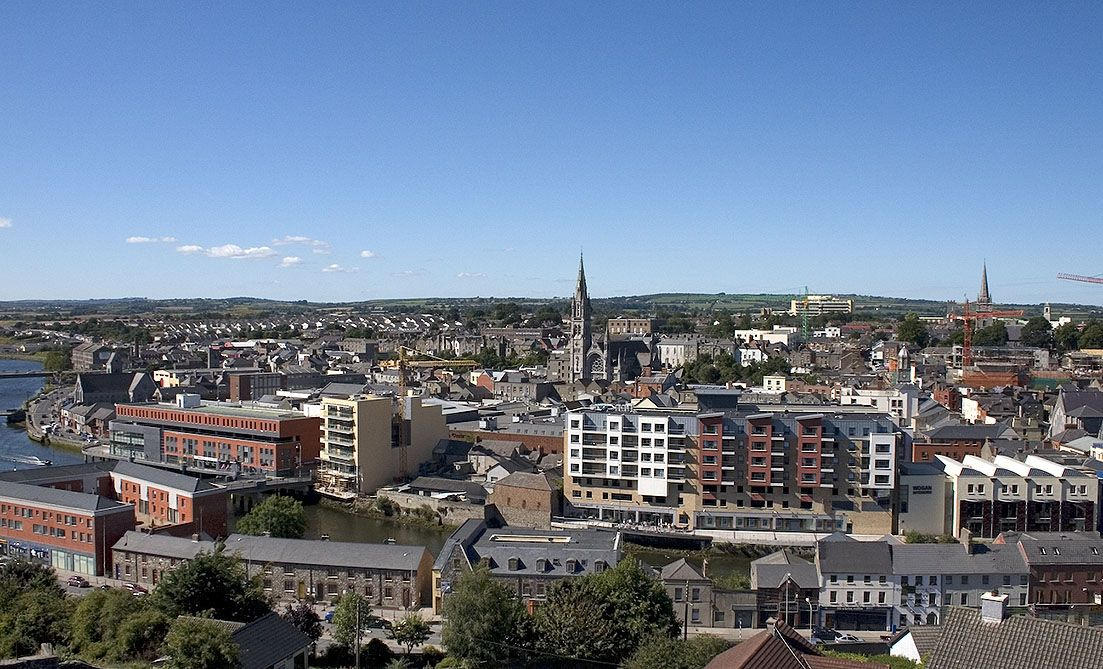
Вид на город
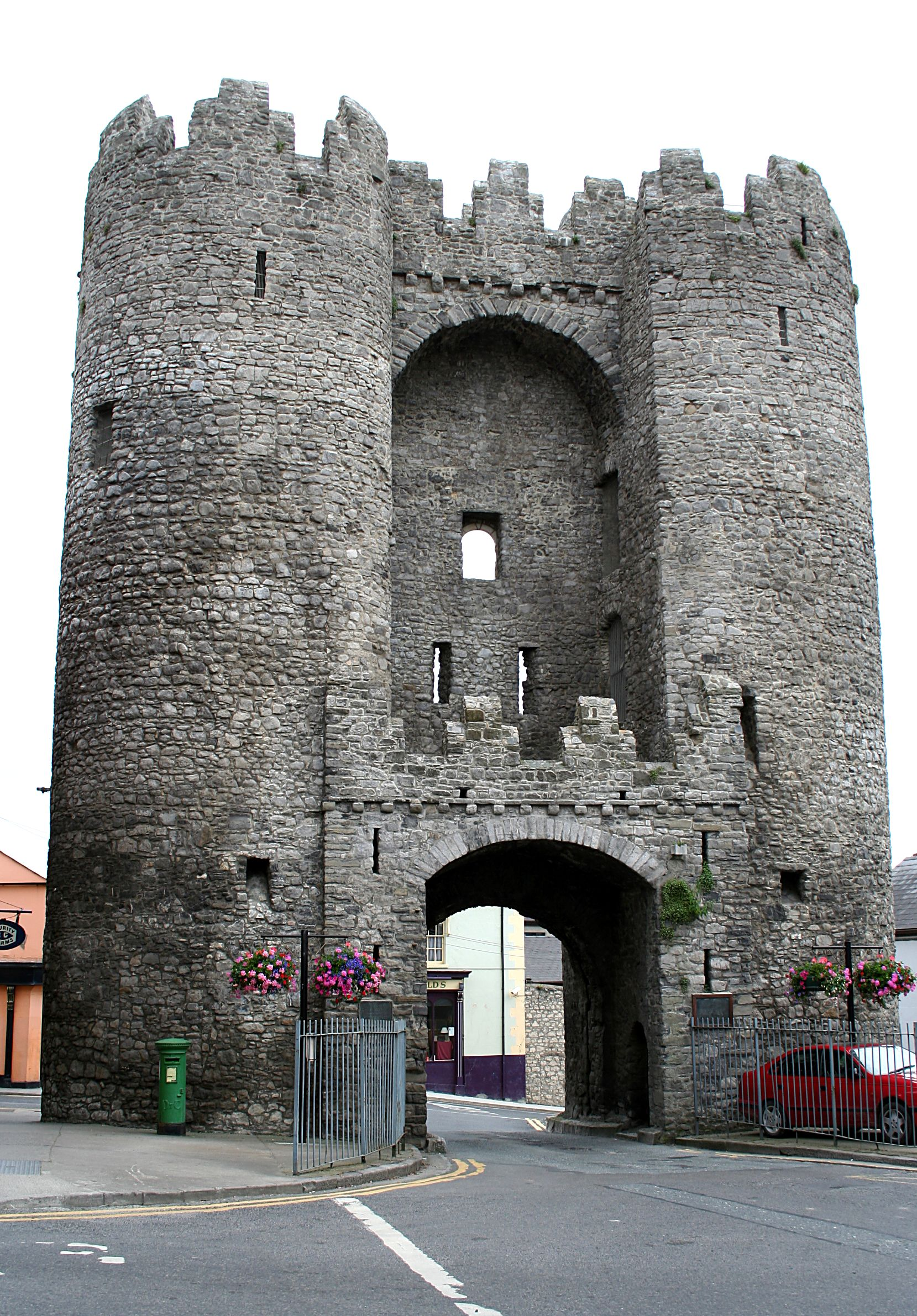
Ворота на Западной улице
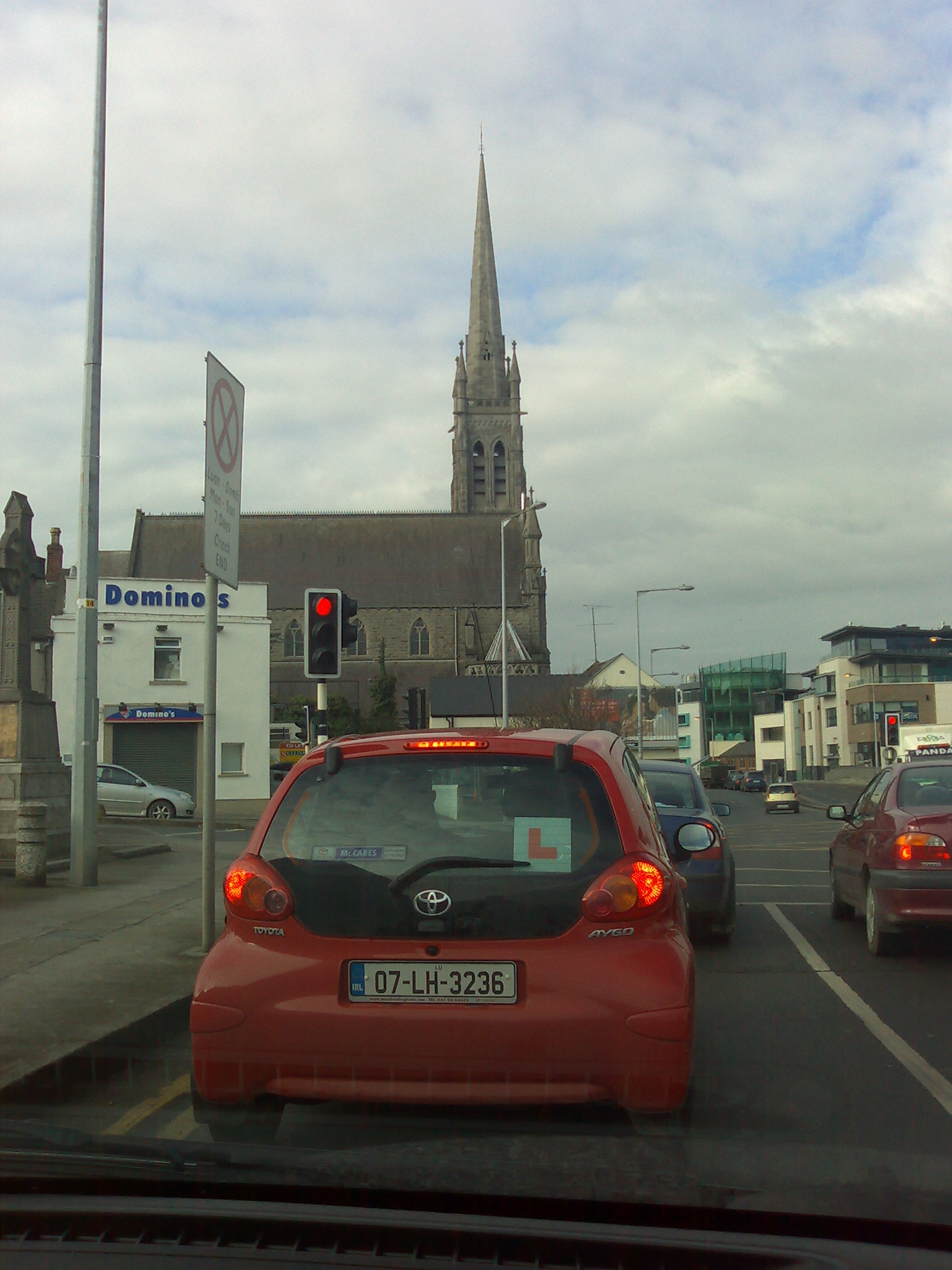
Джеймс-стрит
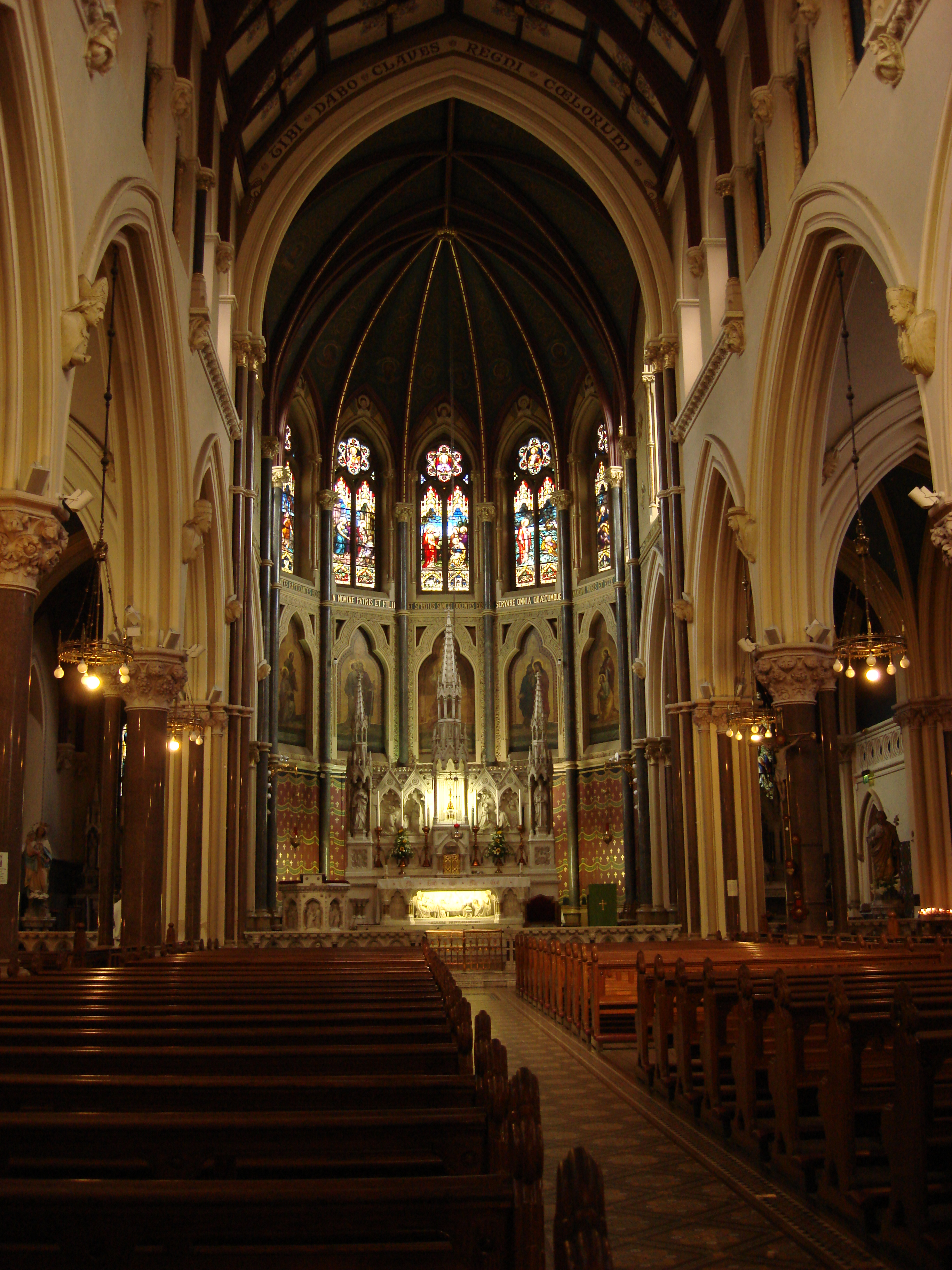
Интерьер церкви святого Петра на Западной улице
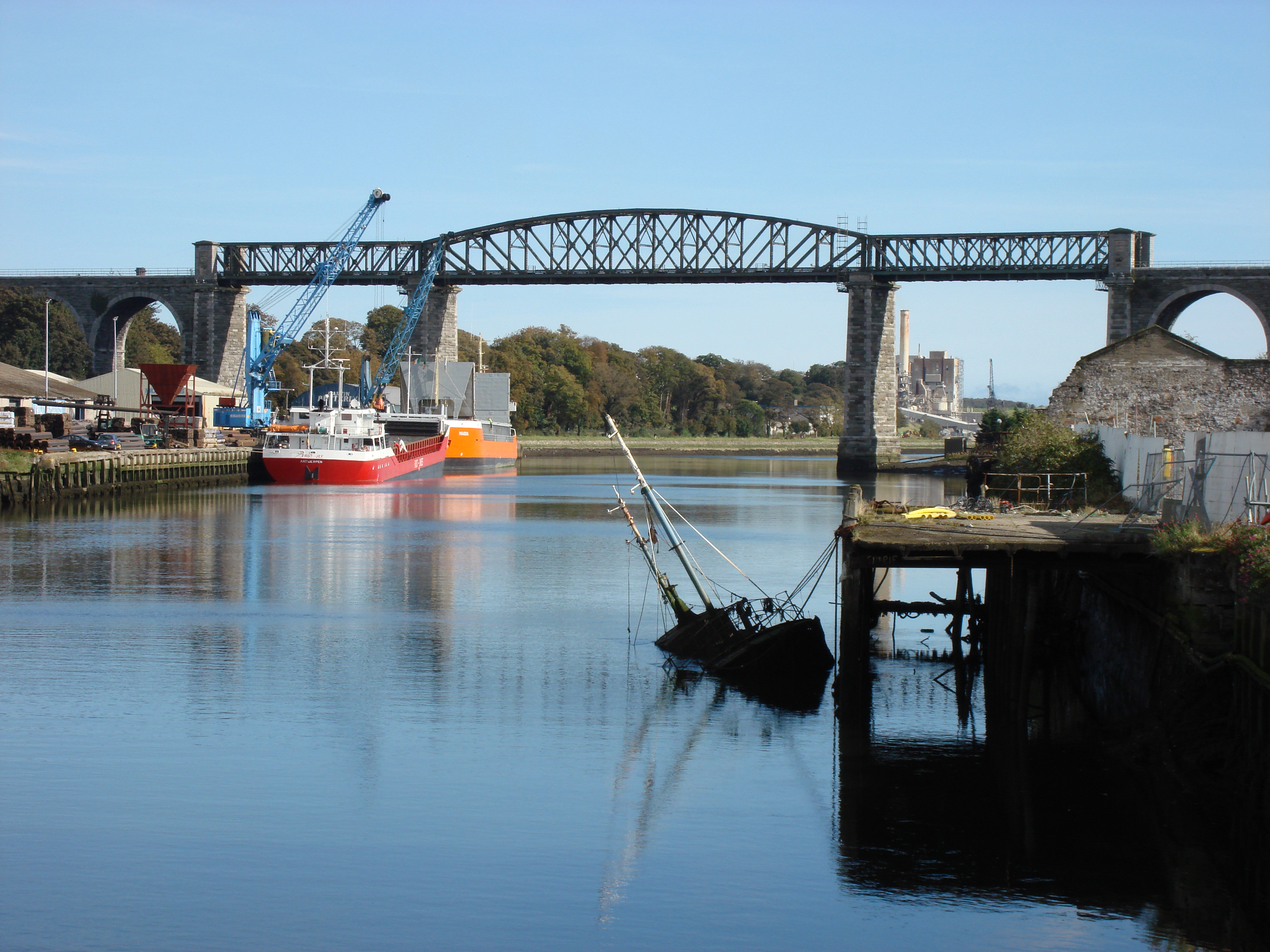
Железнодорожный мост через Бойн (Boyne Viaduct)
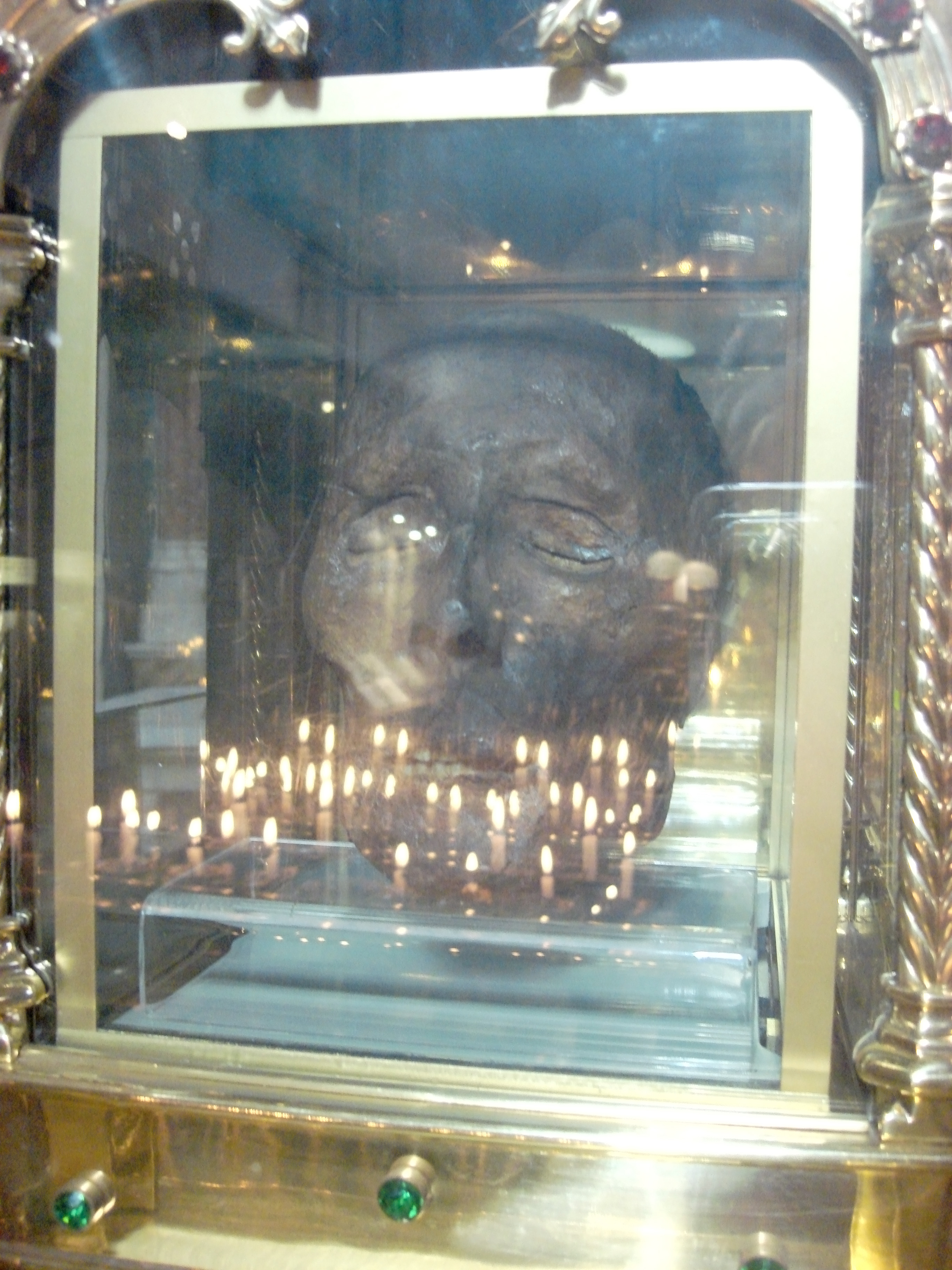
Голова святого мученика Оливера Планкетта в церкви святого Петра
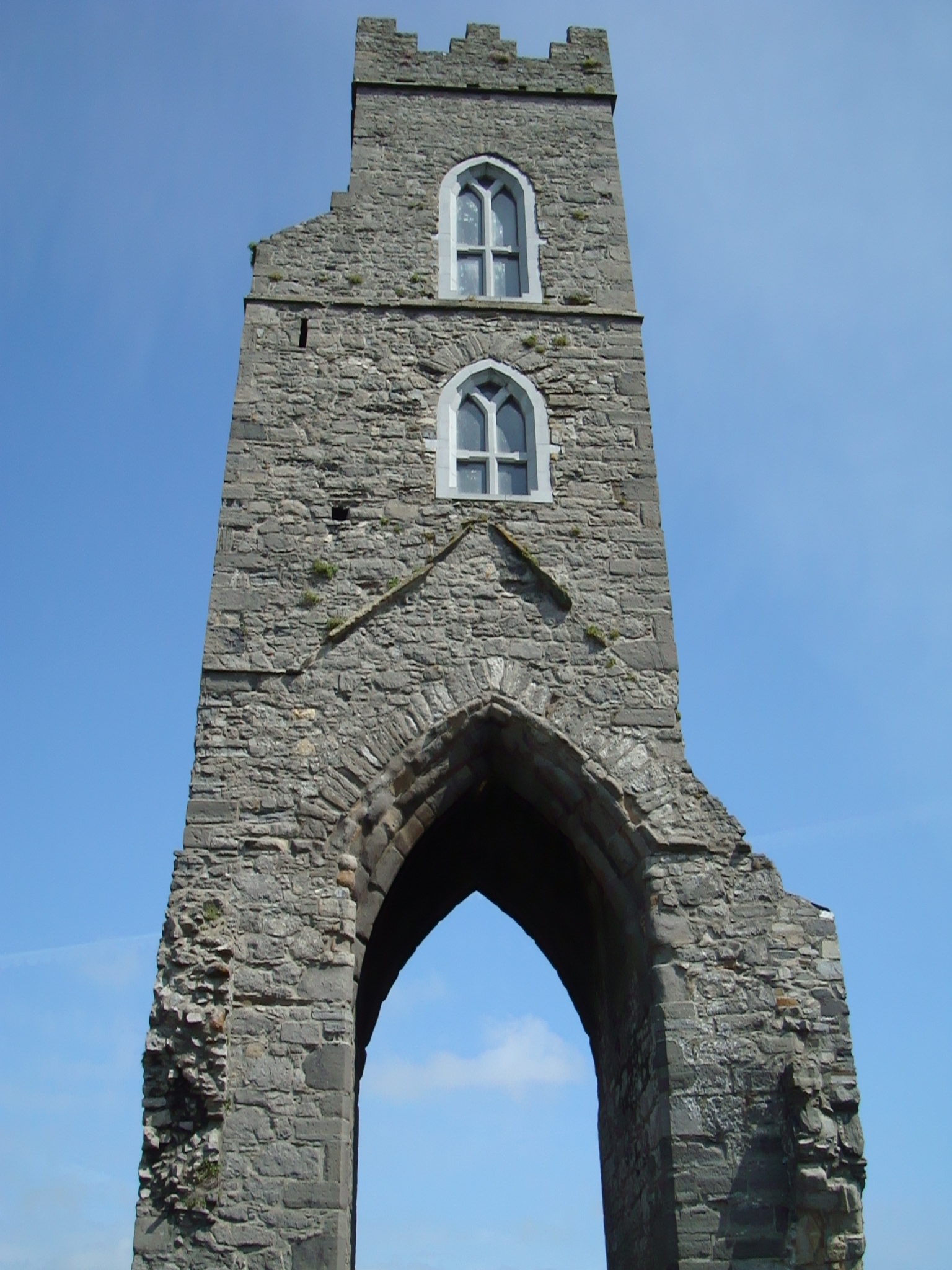
Руины городских ворот св. Марии Магдалины
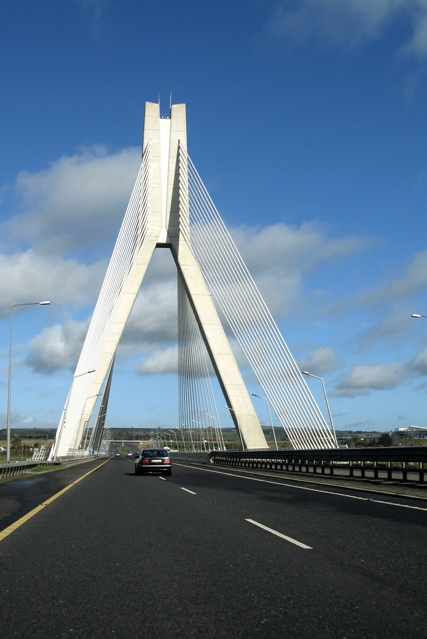
Мост через Бойн на автостраде M1
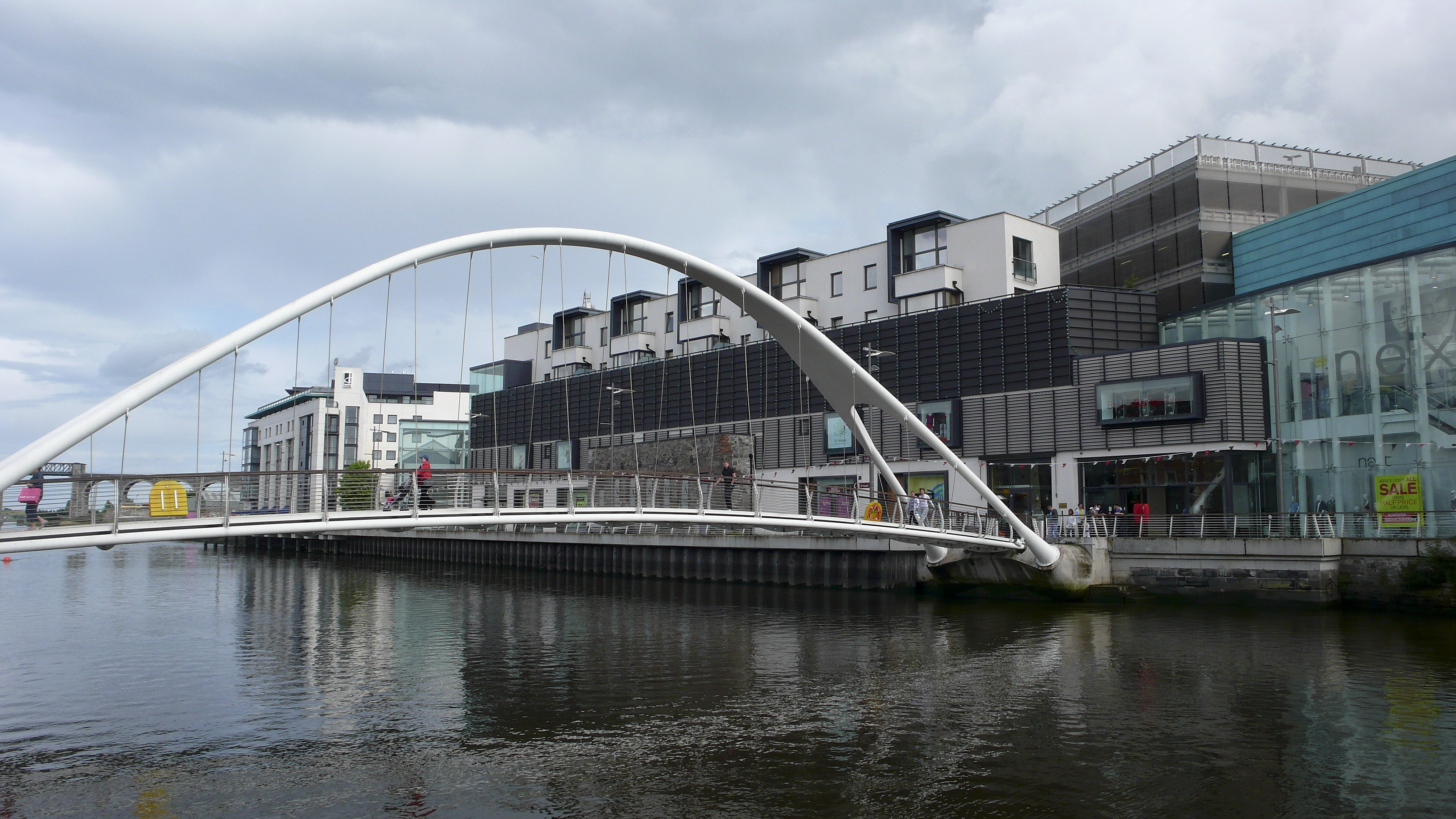
Торговый центр и пешеходный мост через Бойн
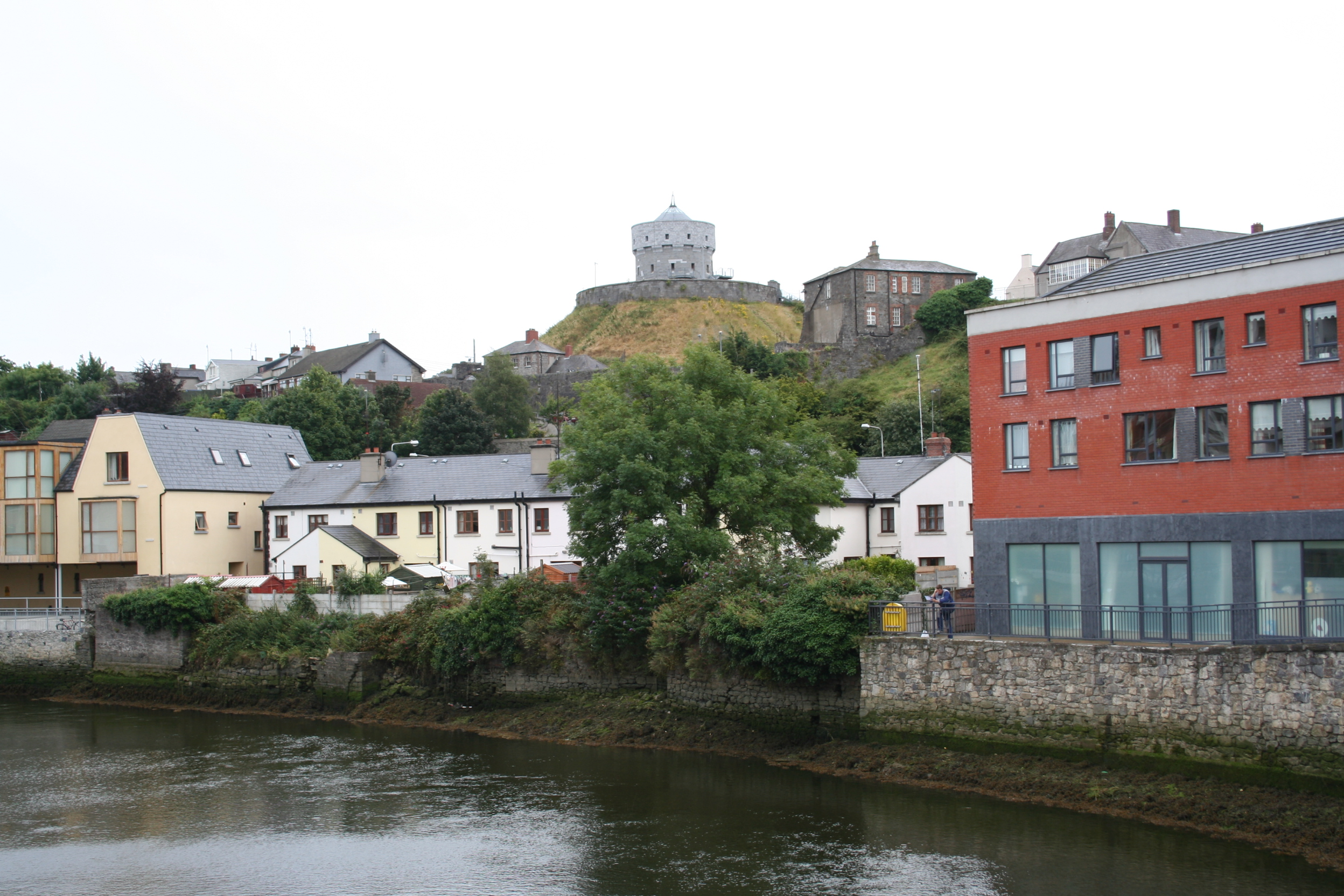
Круглая башня на правом берегу Бойна

## Спорт
Футбольный клуб Дроэда Юнайтед, базирующийся в городе Дроэда на стадионе Анки Дорис Парк. Клуб выступает в Высшей лиге Ирландии, основан в 1919 году.